# Tengo il respiro
Tengo il respiro è un singolo del rapper italiano Rancore e del disc jockey DJ Myke, pubblicato il 18 ottobre 2015.
Il singolo è stato incluso nella versione estesa in doppio vinile dell'extended play S.U.N.S.H.I.N.E. EP.

## Video musicale
Il videoclip, diretto da Jan Hour con le animazioni di Davide Bastolla, è stato pubblicato il 7 aprile 2016 sul canale YouTube di Dj Myke.

## Tracce
1. Tengo il respiro – 4:33